# Botryodiplodia juniperina
Botryodiplodia juniperina är en svampart som först beskrevs av Peck, och fick sitt nu gällande namn av Petr. & Syd. 1927. Botryodiplodia juniperina ingår i släktet Botryodiplodia, ordningen Diaporthales, klassen Sordariomycetes, divisionen sporsäcksvampar och riket svampar.   Inga underarter finns listade i Catalogue of Life.